# Campeonato de Primera A 2021 (ATF)
La Primera "A" de 2021, nombrada como Javier Arce, es la 34ª edición de la principal categoría de la Asociación Tarijeña de Fútbol en la era profesional. Este certamen se jugará con 14 equipos tras el ascenso de Real Tomayapo a la División Profesional en 2020 y la no realización del torneo de Primera "A" debido a la pandemia de COVID-19.

## Sistema de disputa
Para la gestión 2021, el sistema de disputa no sufrió muchos cambios en relación con los años anteriores. Se jugarán dos torneos (I y II), ambos en un sistema de todos contra todos en rueda única (13 fechas por torneo, total de 26 fechas). El Torneo I se jugará desde el 23 de abril hasta julio y otorgará tres cupos a la Copa Simón Bolívar 2021, mientras el Torneo II se jugará en el segundo semestre y clasificará el campeón a la Copa Simón Bolívar del año siguiente. Los campeones de cada torneo jugarán la Súper Final en partido único donde el ganador se consagrará campeón de esta edición (OBS: Si un mesmo equipo gana ambos los torneos, es supercampeón automáticamente).
En esta temporada no habrá descensos directos debido a la salida de Real Tomayapo, todavía el último de cada torneo jugará un partido (si es el mismo equipo en ambos los torneos no hay partido) donde el perdedor a su vez jugará el descenso indirecto ante el tercero de la Primera "B". Así, en el 2022 serán 16 los equipos que harán parte de la máxima categoría tarijeña.

## Equipos participantes

### Entradas y salidas
Debido a la situación excepcional del año anterior donde no se jugaron los campeonatos de la ATF, los recién ascendidos y descendidos llegan desde la gestión 2019.
| Pos | Ascendidos a la Primera A |
| --- | ------------------------- |
| 1º  | Real Sociedad-Tolaba      |
| 2º  | Atlético Entre Ríos       |

| Pos | Descendidos a la Primera B |
| --- | -------------------------- |
| 14º | Gobierno Municipal         |
| 15º | Municipal de Tarija        |

| Pos           | Promovido a la División Profesional |
| ------------- | ----------------------------------- |
| 1º (CSB 2020) | Real Tomayapo                       |

### Información de los clubes
| Equipo                  | Ciudad     | Fecha de fundación       | Estadio                        | Capacidad |
| ----------------------- | ---------- | ------------------------ | ------------------------------ | --------- |
| 15 de Abril             | Tarija     | 15 de abril de 1919      | Estadio IV Centenario          | 20.000    |
| Atlético Bermejo        | Bermejo    | 7 de diciembre de 1984   | Estadio Fabián Tintilay        | 5.000     |
| Atlético Entre Rios     | Entre Ríos | 25 de julio de 2011      | Estadio IV Centenario          | 20.000    |
| Avilés Industrial       | Tarija     | 29 de mayo de 1980       | Estadio IV Centenario          | 20.000    |
| Ciclón                  | Tarija     | 21 de septiembre de 1951 | Estadio IV Centenario          | 20.000    |
| García Agreda           | Tarija     | 28 de febrero de 1948    | Estadio IV Centenario          | 20.000    |
| Nacional SENAC          | Tarija     | 13 de marzo de 1964      | Estadio IV Centenario          | 20.000    |
| Petrolero               | Yacuiba    | 4 de septiembre de 2000  | Estadio Federico Ibarra Olarte | 9.000     |
| Real Sociedad-Tolaba    | Tarija     | 9 de septiembre de 2012  | Estadio IV Centenario          | 20.000    |
| Real Tarija             | Tarija     | 15 de abril de 1997      | Estadio IV Centenario          | 20.000    |
| Royal Obrero            | Tarija     | 1 de mayo de 1918        | Estadio IV Centenario          | 20.000    |
| Técnica-Agro            | Tarija     | ?                        | Estadio IV Centenario          | 20.000    |
| Unión Tarija            | Tarija     | 8 de abril de 1980       | Estadio IV Centenario          | 20.000    |
| Universitario de Tarija | Tarija     | 1 de junio de 1956       | Estadio IV Centenario          | 20.000    |

## Torneo I

#### Clasificación
| Pos. | Equipo                  | Pts. | PJ | G  | E | P | GF | GC | Dif. | Clasificación                                      |
| ---- | ----------------------- | ---- | -- | -- | - | - | -- | -- | ---- | -------------------------------------------------- |
| 1    | García Agreda (C)       | 33   | 13 | 10 | 3 | 0 | 41 | 7  | +34  | Campeón y clasificado a la Copa Simón Bolívar 2021 |
| 2    | Atlético Bermejo        | 30   | 13 | 9  | 3 | 1 | 51 | 13 | +38  | Clasificado a la Copa Simón Bolívar 2021           |
| 3    | Nacional SENAC          | 30   | 13 | 9  | 3 | 1 | 48 | 18 | +30  | Clasificado a la Copa Simón Bolívar 2021           |
| 4    | Petrolero               | 27   | 13 | 8  | 3 | 2 | 49 | 12 | +37  |                                                    |
| 5    | Ciclón                  | 24   | 13 | 7  | 3 | 3 | 28 | 18 | +10  |                                                    |
| 6    | Unión Tarija            | 23   | 13 | 6  | 5 | 2 | 22 | 14 | +8   |                                                    |
| 7    | Universitario de Tarija | 18   | 13 | 5  | 3 | 5 | 29 | 24 | +5   |                                                    |
| 8    | Real Sociedad-Tolaba    | 13   | 13 | 3  | 4 | 6 | 18 | 33 | −15  |                                                    |
| 9    | Avilés Industrial       | 12   | 13 | 3  | 3 | 7 | 15 | 29 | −14  |                                                    |
| 10   | Atlético Entre Rios     | 10   | 13 | 2  | 4 | 7 | 22 | 51 | −29  |                                                    |
| 11   | Royal Obrero            | 10   | 13 | 3  | 1 | 9 | 12 | 48 | −36  |                                                    |
| 12   | 15 de Abril             | 9    | 13 | 2  | 3 | 8 | 9  | 39 | −30  |                                                    |
| 13   | Técnica-Agro            | 6    | 13 | 1  | 3 | 9 | 10 | 24 | −14  |                                                    |
| 14   | Real Tarija             | 6    | 13 | 1  | 3 | 9 | 16 | 40 | −24  | Definición por el descenso indirecto               |

 Fuente: ATF

#### Resultados[3]
OBS: Los horarios corresponden al huso horario que rige a Bolivia (UTC-4).
| Fecha 1          | Fecha 1   | Fecha 1                 | Fecha 1                | Fecha 1     | Fecha 1 | Fecha 1 |
| Local            | Resultado | Visitante               | Estadio                | Fecha       | Hora    |         |
| ---------------- | --------- | ----------------------- | ---------------------- | ----------- | ------- | ------- |
| Atlético Bermejo | 6 - 0     | 15 de Abril             | IV Centenario          | 23 de abril | 18:00   |         |
| Real Sociedad    | 1 - 1     | Avilés Industrial       | IV Centenario          | 23 de abril | 20:30   |         |
| Petrolero        | 0 - 1     | Universitario de Tarija | Municipal La Bombonera | 24 de abril | 15:00   |         |
| Técnica-Agro     | 0 - 3     | Nacional SENAC          | Municipal La Bombonera | 24 de abril | 17:00   |         |
| García Agreda    | 5 - 0     | Royal Obrero            | Municipal La Bombonera | 24 de abril | 19:00   |         |
| Real Tarija      | 1 - 3     | Unión Tarija            | Municipal La Bombonera | 25 de abril | 17:00   |         |
| Ciclón           | 3 - 1     | Atlético Entre Ríos     | Municipal La Bombonera | 25 de abril | 19:00   |         |

| Fecha 2                 | Fecha 2   | Fecha 2              | Fecha 2                | Fecha 2     | Fecha 2 | Fecha 2 |
| Local                   | Resultado | Visitante            | Estadio                | Fecha       | Hora    |         |
| ----------------------- | --------- | -------------------- | ---------------------- | ----------- | ------- | ------- |
| 15 de Abril             | 0 - 4     | Atlético Entre Ríos  | IV Centenario          | 30 de abril | 18:00   |         |
| Unión Tarija            | 1 - 1     | Ciclón               | IV Centenario          | 30 de abril | 20:15   |         |
| Royal Obrero            | 2 - 2     | Real Tarija          | Municipal La Bombonera | 1 de mayo   | 13:45   |         |
| Nacional SENAC          | 1 - 4     | García Agreda        | Municipal La Bombonera | 1 de mayo   | 16:00   |         |
| Universitario de Tarija | 0 - 0     | Técnica-Agro         | IV Centenario          | 2 de mayo   | 13:45   |         |
| Atlético Bermejo        | 3 - 1     | Real Sociedad-Tolaba | Fabián Tintilay        | 2 de mayo   | 15:30   |         |
| Avilés Industrial       | 3 - 2     | Petrolero            | IV Centenario          | 2 de mayo   | 16:00   |         |

| Fecha 3              | Fecha 3   | Fecha 3                 | Fecha 3                | Fecha 3   | Fecha 3 | Fecha 3 |
| Local                | Resultado | Visitante               | Estadio                | Fecha     | Hora    |         |
| -------------------- | --------- | ----------------------- | ---------------------- | --------- | ------- | ------- |
| Real Sociedad-Tolaba | 3 - 3     | 15 de Abril             | Municipal La Bombonera | 7 de mayo | 18:00   |         |
| Técnica-Agro         | 0 - 0     | Avilés Industrial       | Municipal La Bombonera | 7 de mayo | 20:10   |         |
| García Agreda        | 5 - 0     | Universitario de Tarija | IV Centenario          | 8 de mayo | 13:45   |         |
| Real Tarija          | 2 - 3     | Nacional SENAC          | IV Centenario          | 8 de mayo | 16:00   |         |
| Ciclón               | 3 - 0     | Royal Obrero            | Municipal La Bombonera | 9 de mayo | 13:45   |         |
| Petrolero            | 1 - 0     | Atlético Bermejo        | Federico Ibarra Olarte | 9 de mayo | 15:30   |         |
| Atlético Entre Ríos  | 1 - 1     | Unión Tarija            | Municipal La Bombonera | 9 de mayo | 16:00   |         |

| Fecha 4                 | Fecha 4   | Fecha 4             | Fecha 4                | Fecha 4    | Fecha 4 | Fecha 4 |
| Local                   | Resultado | Visitante           | Estadio                | Fecha      | Hora    |         |
| ----------------------- | --------- | ------------------- | ---------------------- | ---------- | ------- | ------- |
| 15 de Abril             | 1 - 2     | Unión Tarija        | Municipal La Bombonera | 1 de julio | 17:00   |         |
| Royal Obrero            | 2 - 1     | Atlético Entre Ríos | Municipal La Bombonera | 1 de julio | 19:15   |         |
| Nacional SENAC          | 3 - 1     | Ciclón              | Municipal La Bombonera | 2 de julio | 17:00   |         |
| Universitario de Tarija | 2 - 2     | Real Tarija         | Municipal La Bombonera | 2 de julio | 19:15   |         |
| Avilés Industrial       | 0 - 1     | García Agreda       | IV Centenario          | 3 de julio | 13:15   |         |
| Real Sociedad-Tolaba    | 2 - 7     | Petrolero           | Federico Ibarra Olarte | 4 de julio | 15:00   |         |
| Atlético Bermejo        | 3 - 0     | Técnica-Agro        | Fabián Tintilay        | 4 de julio | 15:00   |         |

| Fecha 5             | Fecha 5   | Fecha 5                 | Fecha 5                | Fecha 5     | Fecha 5 | Fecha 5 |
| Local               | Resultado | Visitante               | Estadio                | Fecha       | Hora    |         |
| ------------------- | --------- | ----------------------- | ---------------------- | ----------- | ------- | ------- |
| Técnica-Agro        | 0 - 1     | Real Sociedad-Tolaba    | Municipal La Bombonera | 8 de julio  | 17:00   |         |
| García Agreda       | 1 - 1     | Atlético Bermejo        | Municipal La Bombonera | 8 de julio  | 19:15   |         |
| Atlético Entre Ríos | 0 - 5     | Nacional SENAC          | Municipal La Bombonera | 10 de julio | 14:30   |         |
| Unión Tarija        | 2 - 1     | Royal Obrero            | Municipal La Bombonera | 10 de julio | 16:45   |         |
| Real Tarija         | 1 - 2     | Avilés Industrial       | IV Centenario          | 11 de julio | 13:15   |         |
| Petrolero           | 4 - 0     | 15 de Abril             | Federico Ibarra Olarte | 11 de julio | 15:00   |         |
| Ciclón              | 3 - 2     | Universitario de Tarija | IV Centenario          | 11 de julio | 15:30   |         |

| Fecha 6                 | Fecha 6   | Fecha 6             | Fecha 6                | Fecha 6     | Fecha 6 | Fecha 6 |
| Local                   | Resultado | Visitante           | Estadio                | Fecha       | Hora    |         |
| ----------------------- | --------- | ------------------- | ---------------------- | ----------- | ------- | ------- |
| Universitario de Tarija | 5 - 1     | Atlético Entre Ríos | Municipal La Bombonera | 16 de julio | 19:15   |         |
| 15 de Abril             | 0 - 1     | Royal Obrero        | IV Centenario          | 17 de julio | 13:15   |         |
| Nacional SENAC          | 0 - 0     | Unión Tarija        | IV Centenario          | 17 de julio | 15:30   |         |
| Real Sociedad-Tolaba    | 0 - 2     | García Agreda       | IV Centenario          | 18 de julio | 13:15   |         |
| Avilés Industrial       | 1 - 2     | Ciclón              | IV Centenario          | 18 de julio | 15:30   |         |
| Atlético Bermejo        | 3 - 1     | Real Tarija         | Fabián Tintilay        | 18 de julio | 15:30   |         |
| Petrolero               | 2 - 1     | Técnica-Agro        | Federico Ibarra Olarte | 18 de julio | 15:30   |         |

| Fecha 7             | Fecha 7   | Fecha 7                 | Fecha 7                | Fecha 7     | Fecha 7 | Fecha 7 |
| Local               | Resultado | Visitante               | Estadio                | Fecha       | Hora    |         |
| ------------------- | --------- | ----------------------- | ---------------------- | ----------- | ------- | ------- |
| Atlético Entre Ríos | 3 - 3     | Avilés Industrial       | Municipal La Bombonera | 23 de julio | 17:15   |         |
| Unión Tarija        | 2 - 1     | Universitario de Tarija | Municipal La Bombonera | 23 de julio | 19:30   |         |
| Técnica-Agro        | 1 - 1     | 15 de Abril             | IV Centenario          | 24 de julio | 13:15   |         |
| García Agreda       | 1 - 1     | Petrolero               | IV Centenario          | 24 de julio | 15:30   |         |
| Royal Obrero        | 1 - 9     | Nacional SENAC          | Municipal La Bombonera | 24 de julio | 16:30   |         |
| Real Tarija         | 0 - 1     | Real Sociedad-Tolaba    | IV Centenario          | 25 de julio | 13:15   |         |
| Ciclón              | 0 - 3     | Atlético Bermejo        | IV Centenario          | 25 de julio | 15:30   |         |

| Fecha 8                 | Fecha 8   | Fecha 8             | Fecha 8                | Fecha 8     | Fecha 8 | Fecha 8 |
| Local                   | Resultado | Visitante           | Estadio                | Fecha       | Hora    |         |
| ----------------------- | --------- | ------------------- | ---------------------- | ----------- | ------- | ------- |
| 15 de Abril             | 1 - 5     | Nacional SENAC      | Municipal La Bombonera | 28 de julio | 17:30   |         |
| Atlético Bermejo        | 9 - 1     | Atlético Entre Ríos | Tabladita              | 28 de julio | 17:30   |         |
| Universitario de Tarija | 2 - 0     | Royal Obrero        | Municipal La Bombonera | 28 de julio | 19:30   |         |
| Real Sociedad-Tolaba    | 0 - 2     | Ciclón              | Tabladita              | 28 de julio | 19:30   |         |
| Petrolero               | 10 - 0    | Real Tarija         | Federico Ibarra Olarte | 29 de julio | 15:30   |         |
| Avilés Industrial       | 0 - 3     | Unión Tarija        | Municipal La Bombonera | 29 de julio | 17:30   |         |
| Técnica-Agro            | 0 - 2     | García Agreda       | Municipal La Bombonera | 29 de julio | 19:30   |         |

| Fecha 9             | Fecha 9   | Fecha 9              | Fecha 9                | Fecha 9     | Fecha 9 | Fecha 9 |
| Local               | Resultado | Visitante            | Estadio                | Fecha       | Hora    |         |
| ------------------- | --------- | -------------------- | ---------------------- | ----------- | ------- | ------- |
| García Agreda       | 4 - 0     | 15 de Abril          | Municipal La Bombonera | 31 de julio | 14:30   |         |
| Real Tarija         | 4 - 3     | Técnica-Agro         | Municipal La Bombonera | 31 de julio | 16:45   |         |
| Ciclón              | 1 - 1     | Petrolero            | Municipal La Bombonera | 1 de agosto | 9:00    |         |
| Atlético Entre Ríos | 2 - 2     | Real Sociedad-Tolaba | Municipal La Bombonera | 1 de agosto | 11:15   |         |
| Unión Tarija        | 2 - 2     | Atlético Bermejo     | Municipal La Bombonera | 1 de agosto | 13:30   |         |
| Royal Obrero        | 0 - 1     | Avilés Industrial    | Municipal La Bombonera | 1 de agosto | 15:45   |         |
| Nacional SENAC      | 3 - 2     | Universitario        | Municipal La Bombonera | 1 de agosto | 18:00   |         |

| Fecha 10             | Fecha 10  | Fecha 10                | Fecha 10               | Fecha 10    | Fecha 10 | Fecha 10 |
| Local                | Resultado | Visitante               | Estadio                | Fecha       | Hora     |          |
| -------------------- | --------- | ----------------------- | ---------------------- | ----------- | -------- | -------- |
| Avilés Industrial    | 2 - 7     | Nacional SENAC          | Municipal La Bombonera | 6 de agosto | 17:30    |          |
| 15 de Abril          | 1 - 5     | Universitario de Tarija | Municipal La Bombonera | 6 de agosto | 19:45    |          |
| Real Sociedad-Tolaba | 1 - 4     | Unión Tarija            | IV Centenario          | 7 de agosto | 13:15    |          |
| García Agreda        | 3 - 0     | Real Tarija             | IV Centenario          | 7 de agosto | 15:30    |          |
| Técnica-Agro         | 1 - 3     | Ciclón                  | Municipal La Bombonera | 7 de agosto | 16:30    |          |
| Atlético Bermejo     | 11 - 0    | Royal Obrero            | Fabián Tintilay        | 8 de agosto | 15:30    |          |
| Petrolero            | 11 - 2    | Atlético Entre Ríos     | Federico Ibarra Olarte | 8 de agosto | 15:30    |          |

| Fecha 11                | Fecha 11  | Fecha 11             | Fecha 11               | Fecha 11     | Fecha 11 | Fecha 11 |
| Local                   | Resultado | Visitante            | Estadio                | Fecha        | Hora     |          |
| ----------------------- | --------- | -------------------- | ---------------------- | ------------ | -------- | -------- |
| Real Tarija             | 0 - 1     | 15 de Abril          | Municipal La Bombonera | 13 de agosto | 17:30    |          |
| Atlético Entre Ríos     | 2 - 1     | Técnica-Agro         | Municipal La Bombonera | 13 de agosto | 19:15    |          |
| Royal Obrero            | 1 - 2     | Real Sociedad-Tolaba | Tabladita              | 14 de agosto | 13:15    |          |
| Universitario de Tarija | 5 - 1     | Avilés Industrial    | IV Centenario          | 14 de agosto | 13:15    |          |
| Ciclón                  | 1 - 5     | García Agreda        | Municipal La Bombonera | 14 de agosto | 15:30    |          |
| Nacional SENAC          | 3 - 3     | Atlético Bermejo     | IV Centenario          | 14 de agosto | 15:30    |          |
| Unión Tarija            | 0 - 2     | Petrolero            | Tabladita              | 14 de agosto | 15:30    |          |

| Fecha 12                | Fecha 12  | Fecha 12            | Fecha 12               | Fecha 12     | Fecha 12 | Fecha 12 |
| Local                   | Resultado | Visitante           | Estadio                | Fecha        | Hora     |          |
| ----------------------- | --------- | ------------------- | ---------------------- | ------------ | -------- | -------- |
| Avilés Industrial       | 0 - 1     | 15 de Abril         | Municipal La Bombonera | 20 de agosto | 17:30    |          |
| Universitario de Tarija | 2 - 4     | Atlético Bermejo    | Municipal La Bombonera | 20 de agosto | 19:30    |          |
| Real Sociedad-Tolaba    | 2 - 6     | Nacional SENAC      | Municipal La Bombonera | 21 de agosto | 13:15    |          |
| Unión Tarija            | 0 - 1     | Técnica-Agro        | Municipal La Bombonera | 21 de agosto | 15:30    |          |
| García Agreda           | 6 - 1     | Atlético Entre Ríos | IV Centenario          | 21 de agosto | 15:30    |          |
| Real Tarija             | 0 - 4     | Ciclón              | IV Centenario          | 21 de agosto | 17:30    |          |
| Petrolero               | 8 - 1     | Royal Obrero        | Federico Ibarra Olarte | 22 de agosto | 15:30    |          |

| Fecha 13                | Fecha 13  | Fecha 13             | Fecha 13               | Fecha 13     | Fecha 13 | Fecha 13 |
| Local                   | Resultado | Visitante            | Estadio                | Fecha        | Hora     |          |
| ----------------------- | --------- | -------------------- | ---------------------- | ------------ | -------- | -------- |
| Universitario de Tarija | 2 - 2     | Real Sociedad-Tolaba | Municipal La Bombonera | 27 de agosto | 17:30    |          |
| Ciclón                  | 4 - 0     | 15 de Abril          | Municipal La Bombonera | 27 de agosto | 19:15    |          |
| Royal Obrero            | 3 - 2     | Técnica-Agro         | Municipal La Bombonera | 29 de agosto | 13:30    |          |
| Atlético Entre Ríos     | 3 - 3     | Real Tarija          | Municipal La Bombonera | 29 de agosto | 15:30    |          |
| Nacional SENAC          | 0 - 0     | Petrolero            | IV Centenario          | 29 de agosto | 15:30    |          |
| Avilés Industrial       | 1 - 3     | Atlético Bermejo     | Fabián Tintilay        | 29 de agosto | 15:30    |          |
| Unión Tarija            | 2 - 2     | García Agreda        | IV Centenario          | 29 de agosto | 17:30    |          |

#### Premiación
|                                     |
| García Agreda Campeón (3.er título) |

|                             |                             |
| Atlético Bermejo Subcampeón | Nacional SENAC Tercer lugar |

## Torneo II

#### Clasificación
| Pos. | Equipo                  | Pts. | PJ | G | E | P | GF | GC | Dif. | Clasificación                                      |
| ---- | ----------------------- | ---- | -- | - | - | - | -- | -- | ---- | -------------------------------------------------- |
| 1    | 15 de Abril             | 0    | 0  | 0 | 0 | 0 | 0  | 0  | 0    | Campeón y clasificado a la Copa Simón Bolívar 2022 |
| 2    | Atlético Bermejo        | 0    | 0  | 0 | 0 | 0 | 0  | 0  | 0    |                                                    |
| 3    | Atlético Entre Rios     | 0    | 0  | 0 | 0 | 0 | 0  | 0  | 0    |                                                    |
| 4    | Avilés Industrial       | 0    | 0  | 0 | 0 | 0 | 0  | 0  | 0    |                                                    |
| 5    | Ciclón                  | 0    | 0  | 0 | 0 | 0 | 0  | 0  | 0    |                                                    |
| 6    | García Agreda           | 0    | 0  | 0 | 0 | 0 | 0  | 0  | 0    |                                                    |
| 7    | Nacional SENAC          | 0    | 0  | 0 | 0 | 0 | 0  | 0  | 0    |                                                    |
| 8    | Petrolero               | 0    | 0  | 0 | 0 | 0 | 0  | 0  | 0    |                                                    |
| 9    | Real Sociedad-Tolaba    | 0    | 0  | 0 | 0 | 0 | 0  | 0  | 0    |                                                    |
| 10   | Real Tarija             | 0    | 0  | 0 | 0 | 0 | 0  | 0  | 0    |                                                    |
| 11   | Royal Obrero            | 0    | 0  | 0 | 0 | 0 | 0  | 0  | 0    |                                                    |
| 12   | Técnica-Agro            | 0    | 0  | 0 | 0 | 0 | 0  | 0  | 0    |                                                    |
| 13   | Unión Tarija            | 0    | 0  | 0 | 0 | 0 | 0  | 0  | 0    |                                                    |
| 14   | Universitario de Tarija | 0    | 0  | 0 | 0 | 0 | 0  | 0  | 0    | Definición por el descenso indirecto               |

Los primeros partidos se disputarán el ?.
 Fuente: ATF

#### Evolución de la clasificación
| Equipo \ Jornadas       | 01 | 02 | 03 | 04 | 05 | 06 | 07 | 08 | 09 | 10 | 11 | 12 | 13 |
| ----------------------- | -- | -- | -- | -- | -- | -- | -- | -- | -- | -- | -- | -- | -- |
| 15 de Abril             |    |    |    |    |    |    |    |    |    |    |    |    |    |
| Atlético Bermejo        |    |    |    |    |    |    |    |    |    |    |    |    |    |
| Atlético Entre Ríos     |    |    |    |    |    |    |    |    |    |    |    |    |    |
| Avilés Industrial       |    |    |    |    |    |    |    |    |    |    |    |    |    |
| Ciclón                  |    |    |    |    |    |    |    |    |    |    |    |    |    |
| García Agreda           |    |    |    |    |    |    |    |    |    |    |    |    |    |
| Nacional SENAC          |    |    |    |    |    |    |    |    |    |    |    |    |    |
| Petrolero               |    |    |    |    |    |    |    |    |    |    |    |    |    |
| Real Sociedad-Tolaba    |    |    |    |    |    |    |    |    |    |    |    |    |    |
| Real Tarija             |    |    |    |    |    |    |    |    |    |    |    |    |    |
| Royal Obrero            |    |    |    |    |    |    |    |    |    |    |    |    |    |
| Técnica-Agro            |    |    |    |    |    |    |    |    |    |    |    |    |    |
| Unión Tarija            |    |    |    |    |    |    |    |    |    |    |    |    |    |
| Universitario de Tarija |    |    |    |    |    |    |    |    |    |    |    |    |    |

#### Resultados
OBS: Los horarios corresponden al huso horario que rige a Bolivia (UTC-4).
|  | vs. |
|  | vs. |
|  | vs. |
|  | vs. |
|  | vs. |
|  | vs. |
|  | vs. |

|  | vs. |
|  | vs. |
|  | vs. |
|  | vs. |
|  | vs. |
|  | vs. |
|  | vs. |

|  | vs. |
|  | vs. |
|  | vs. |
|  | vs. |
|  | vs. |
|  | vs. |
|  | vs. |

|  | vs. |
|  | vs. |
|  | vs. |
|  | vs. |
|  | vs. |
|  | vs. |
|  | vs. |

|  | vs. |
|  | vs. |
|  | vs. |
|  | vs. |
|  | vs. |
|  | vs. |
|  | vs. |

|  | vs. |
|  | vs. |
|  | vs. |
|  | vs. |
|  | vs. |
|  | vs. |
|  | vs. |

|  | vs. |
|  | vs. |
|  | vs. |
|  | vs. |
|  | vs. |
|  | vs. |
|  | vs. |

|  | vs. |
|  | vs. |
|  | vs. |
|  | vs. |
|  | vs. |
|  | vs. |
|  | vs. |

|  | vs. |
|  | vs. |
|  | vs. |
|  | vs. |
|  | vs. |
|  | vs. |
|  | vs. |

|  | vs. |
|  | vs. |
|  | vs. |
|  | vs. |
|  | vs. |
|  | vs. |
|  | vs. |

|  | vs. |
|  | vs. |
|  | vs. |
|  | vs. |
|  | vs. |
|  | vs. |
|  | vs. |

|  | vs. |
|  | vs. |
|  | vs. |
|  | vs. |
|  | vs. |
|  | vs. |
|  | vs. |

|  | vs. |
|  | vs. |
|  | vs. |
|  | vs. |
|  | vs. |
|  | vs. |
|  | vs. |